# Lobakuya
Lobakuya è una città e sottoprefettura della Costa d'Avorio appartenente al  dipartimento di Sassandra. Conta una popolazione di 67 969 abitanti (censimento 2014).